# Echinogorgia studeri
Echinogorgia studeri is een zachte koraalsoort uit de familie Plexauridae. De koraalsoort komt uit het geslacht Echinogorgia. Echinogorgia studeri werd in 1908 voor het eerst wetenschappelijk beschreven door Kükenthal. 